# 布斯 (萨尔兰州)
布斯（德語：Bous，發音：[buːs]）是德国萨尔兰州萨尔路易县的市镇，总面积为7.63平方千米，2023年12月31日总人口为7,058人。